# Nie wierzę
Nie wierzę – singel zespołu Ira pochodzący z płyty Znamię. Został wydany przez wytwórnię fonograficzną Top Music 9 września w formie singla. Na singlu promocyjnym utwór znalazł się wraz z tytułowym utworem. Na płycie utwór został zamieszczony na trzeciej pozycji, trwa 4 minuty i 17 sekund i jest drugim utworem co do najdłuższych znajdujących się na płycie. Dłuższe jest tylko Na zawsze (5:41).
Autorem tekstu jest wokalista grupy, Artur Gadowski. Tekst utworu Nie wierzę jest jakby swoistym nawiązaniem do tekstu utworu Mój dom z 1991 roku. Tekst opowiada o tym, że mimo iż oba teksty dzielą trzy lata, to wciąż w kraju panuje bieda, że nic się od tych trzech lat nie zmieniło. Zespół tym tekstem chciał udowodnić, że mimo iż był w tamtym okresie niezwykle popularny, to zwracał uwagę i poruszał takie tematy jak ciągle panująca w kraju bieda.
Kompozytorem utworu jest gitarzysta grupy, Piotr Łukaszewski. Brzmienie utworu początkowo utrzymane jest w wolnym i spokojnym tempie, jednak w połowie utworu, brzmienie zostaje przyspieszone, oraz staje się agresywniejsze, obdarzone ciężkimi i melodyjnymi gitarowymi riffami, oraz bardzo melodyjną i długą solówką gitarową w wykonaniu gitarzysty Piotra Łukaszewskiego. Jedną z inspiracji muzycznych był zespół Metallica, którego zresztą brzmienie utworu jest bardzo podobne do dokonań tej grupy.
Utwór Nie wierzę był drugim po Znamieniu singlem promującym krążek. Patronat mediowy nad singlem jak i całą płytą objęło radio RMF FM. Do utworu został nakręcony również teledysk, który ukazuje zespół wykonujący utwór w studiu nagraniowym. Podobnie jak i przy poprzednich clipach grupy, reżyserem oraz scenarzystą teledysku był Jerzy Grabowski. Utwór Nie wierzę regularnie był wykonywany podczas trasy promującej krążek, która się odbyła na przełomie września i października 1994 roku, nie pojawiał się za to na koncertach akustycznych. Utwór po raz ostatni został zagrany podczas trasy koncertowej promującej płytę Ogrody w październiku 1995 roku.
Dziś podobnie jak i prawie wszystkie utworu (prócz Znamienia) nie jest grany przez zespół na koncertach. Spowodowane jest to dużą niechęcią zespołu do tej płyty z biegiem lat.

## Teledysk
Teledysk był kręcony we wrześniu 1994 roku. Ukazuje on zespół, który wykonuje ten utwór w studiu, oraz wplecione fragmenty ukazujące życie w Polsce w pierwszej połowie lat 90. Scenarzystą oraz reżyserem clipu był Jerzy Grabowski, a produkcję teledysku wykonała firma „Grabfilm”. Podobnie jak i teledysk Znamię, clip ten był prezentowany bardzo często w programach poświęconych tematyce rockowej. Premiera telewizyjna odbyła się we wrześniu.
Piotr Łukaszewski o brzmieniu utworu:

„Potraktowałem ten utwór bardzo osobiście, bop lubię tego rodzaju dźwięki. Długo zastanawiałem się jak mógłbym złożyć hołd Metallice, przy tej muzyce którą gramy. Dlatego ten utwór ma jakby dwie części- taką wybitnie piosenkową, typową dla nas, która potem przechodzi w inny rytm, nastrój, taki „metallikowy”.

(Źródło: Wywiad z Piotrem Łukaszewskim, miesięcznik „Brum” 1994 rok)
Piotr Łukaszewski o tekście utworu:

„Co do tekstu- kłębił się nam w myślach pomysł na ciąg dalszy tekstu Mój dom. Chcielibyśmy jakoś przemycić do piosenki treść, że minęły trzy lata od tamtego czasu, a głupotą byłoby twierdzić że jest super. Chcieliśmy pokazać że my też to zauważamy. Nie jest tak, że pod płaszczykiem luksusu w jakim pozornie Ira żyje, nie jesteśmy czuli na ludzką krzywdę.”

(Źródło: Wywiad z Piotrem Łukaszewskim, miesięcznik „Brum” 1994 rok)

## Lista utworów na singlu
CD
1. „Znamię” (P. Łukaszewski – P. Łukaszewski) – 4:05
2. „Nie wierzę” (P. Łukaszewski – A. Gadowski) – 4:17

## Twórcy
Ira
- Artur Gadowski – śpiew, chór
- Wojciech Owczarek – perkusja
- Piotr Sujka – gitara basowa, chór
- Kuba Płucisz – gitara rytmiczna
- Piotr Łukaszewski – gitara prowadząca

Produkcja
- Nagrywany oraz miksowany: lipiec – sierpień w Studio S-4 w Warszawie
- Producent muzyczny: Leszek Kamiński
- Realizator nagrań: Leszek Kamiński
- Kierownik Produkcji: Elżbieta Pobiedzińska
- Aranżacja: Piotr Łukaszewski
- Tekst piosenki: Artur Gadowski
- Skład komputerowy okładki: Sławomir Szewczyk
- Płaskorzeźbę na okładkę wykonał: Rafał Gadowski
- Zdjęcia wykonali: Dariusz Majewski i Andrzej Stachura
- Sponsor zespołu: Mustang Poland